# Arbeitsstättenverordnung (Deutschland)
Die deutsche Verordnung über Arbeitsstätten (Arbeitsstättenverordnung - ArbStättV) enthält Mindestvorschriften für die Sicherheit und den Gesundheitsschutz der Beschäftigten beim Einrichten und Betreiben von Arbeitsstätten einschließlich Baustellen.
Die ursprüngliche Fassung von 1975 war aufgrund einer nationalen Verordnungsermächtigung in der Gewerbeordnung erlassen worden. Seit der Neufassung von 2004 dient die ArbStättV insbesondere der Umsetzung der EU-Arbeitsstätten-Richtlinie 89/654/EWG. Zum 3. Dezember 2016 wurde die ArbStättV inhaltlich an den weiteren technischen Fortschritt angepasst.

## Ziel und Inhalt
Die ArbstättV hat das Ziel, Beschäftigte in Arbeitsstätten zu schützen und zur Verhütung von Arbeitsunfällen und Berufskrankheiten beizutragen. Außerdem dient sie der menschengerechten Gestaltung der Arbeit, indem sie Anforderungen an gesundheitlich zuträgliche Luft-, Klima- und Beleuchtungsverhältnisse, an einwandfreie soziale Einrichtungen, insbesondere Sanitär- und Erholungsräume und den Nichtraucherschutz enthält. Die besonderen Belange von Menschen mit Behinderung wie die Barrierefreiheit sind zu berücksichtigen (§ 3a Abs. 2 ArbStättV). Am 1. April 2024 wurde der Nichtraucherschutz in der Arbeitsstättenverordnung an die Teillegalisierung von Cannabis angepasst.
In der ArbStättV werden seit 2004 allgemeine Schutzziele anstatt konkreter Maßnahmen und Detailanforderungen formuliert; die Umsetzung erfolgt in jedem Betrieb nach den dortigen Verhältnissen aufgrund einer Gefährdungsbeurteilung (§ 3 ArbStättV). Ein wesentliches Hilfsmittel für die praktische Umsetzung sind die Technischen Regeln für Arbeitsstätten (ASR), die beschreiben, wie die in der Arbeitsstättenverordnung gestellten Schutzziele und Anforderungen hinsichtlich Sicherheit und Gesundheit der Beschäftigten beim Einrichten und Betreiben von Arbeitsstätten vom Arbeitgeber konkret erreicht werden können. Bei Anwendung der ASR spricht eine tatsächliche Vermutung für die Einhaltung der ArbStättV.

## Anwendungsbereich
Die Arbeitsstättenverordnung gilt gem. § 1 Abs. 2 bis 5 ArbStättV nicht oder nur eingeschränkt für:
- Betriebe, die dem Bundesberggesetz unterliegen
- Arbeitsstätten im Reisegewerbe und Marktverkehr
- Land- und forstwirtschaftliche Betriebe außerhalb der bebauten Fläche
- Transportmittel im öffentlichen Verkehr (Straßen-, Schienen-, Luftfahrzeuge)

Die Bildschirmarbeitsverordnung wurde zum 3. Dezember 2016 aufgehoben und die Anforderungen an Büroarbeitsplätze sowie zur Gestaltung von Arbeitsplätzen mit Bildschirmgeräten in der ArbStättV zusammengeführt (Anhang 6/Anforderungen und Maßnahmen für Arbeitsstätten nach § 3 Absatz 1 ArbStättV).

## Vollzug
Der Vollzug der Arbeitsstättenverordnung obliegt den Gewerbeaufsichtsämtern bzw. den Ämtern für Arbeitsschutz (je nach Bundesland). In Baden-Württemberg sind die Landratsämter bzw. Stadtkreise zuständig, in Nordrhein-Westfalen die Bezirksregierungen.
Die Unfallversicherungsträger (Berufsgenossenschaften) wirken zur Erfüllung ihres Präventionsauftrages gem. § 17 SGB VII seit dem 1. Januar 2004 durch den Erlass von Unfallverhütungsvorschriften an der Umsetzung der ArbStättV mit.

## Österreich
In Österreich gibt es eine gleichnamige Verordnung zum Arbeitsschutz.